# Juvenal Olmos
Juvenal Mario Olmos Rojas (Santiago del Cile, 5 ottobre 1962) è un allenatore di calcio ed ex calciatore cileno, di ruolo centrocampista, tecnico del Veracruz.